# Variety
Variety je americký týdeník, jehož vlastníkem je společnost Penske Media Corporation. Vznikl v roce 1905 v New Yorku a jeho zakladatelem byl Sime Silverman. Časopis se zabývá filmem, divadlem, hudbou a technologiemi. V roce 2013 byl oběh časopisu 40 000.
V roce 1933 začal vycházet vedle klasické verze ještě Daily Variety sídlící v Los Angeles a později několik dalších. Počínaje rokem 1998 má magazín své internetové stránky Variety.com.
27. října 1916 se v jednom článku poprvé objevuje nový hudební termín jazz.